# Uromyces andropogonis
Uromyces andropogonis är en svampart som beskrevs av Tracy 1893. Uromyces andropogonis ingår i släktet Uromyces och familjen Pucciniaceae.   Inga underarter finns listade i Catalogue of Life.